# Peribaea abbreviata
Peribaea abbreviata là một loài ruồi trong họ Tachinidae.